# Pierre-Percée
Pierre-Percée là một xã của tỉnh Meurthe-et-Moselle, thuộc vùng Grand Est, đông bắc nước nước Pháp. Xã này nằm ở khu vực có độ cao trung bình mét trên mực nước biển.

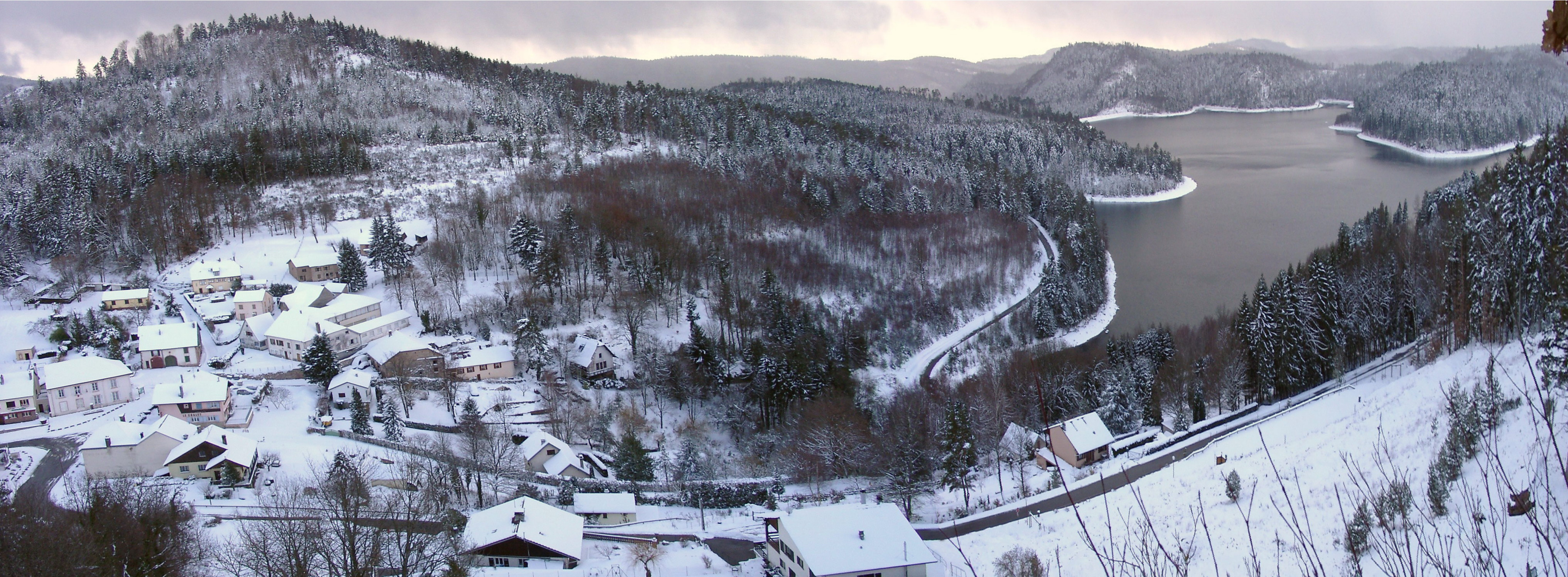
Pierre-Percée và hồ Vieux Pré

Thị trấn có phế tích của lâu đài Pierre-Percée